# Aylsham
Aylsham ist eine rund 6.000 Einwohner zählende Gemeinde (Civil parish) in der englischen Grafschaft Norfolk. Aylsham hat eine Ausdehnung von rund 17,5 Quadratkilometern und ist eine traditionelle Marktgemeinde. In der Gemeinde entspringt der im Jahr 1779 schiffbar gemachte Fluss Bure, der Teil des Gewässersystems der Norfolk Broads ist, sich bei Great Yarmouth mit dem Yare vereinigt und in die Nordsee fließt.

## Geschichte
Archäologische Funde belegen, dass der Ort bereits in prähistorischer Zeit besiedelt war. Aylsham liegt rund 3 Kilometer von einer bedeutenden römischen Siedlung in Brampton entfernt. Bei Ausgrabungen in den 1970er Jahren wurden mehrere Brennöfen gefunden, die belegen, dass hier vor allem Töpferwaren und Metallgegenstände hergestellt wurden.
Aylsham wurde um das Jahr 500 von einem angelsächsischen Grafen namens Aegel als Aegels Ham, was „Aegels Siedlung“ bedeutet, gegründet. Der Ort wird im Domesday Book von 1086 als Elesham und Ailesham mit rund 1.000 Einwohnern erwähnt. Bis zum 15. Jahrhundert war die Leinen- und Kammgarnweberei hier ebenso wie in North Walsham und Worstead von Bedeutung. Das Aylsham Webb (Tuch aus Aylsham) wurde an die königlichen Paläste von Edward II. und Edward III. geliefert.
John of Gaunt war ab dem Jahr 1372 Gutsherr und Aylsham wurde zur wichtigsten Stadt des Herzogtums Lancaster. Obwohl es nicht nachgewiesen ist, dass John of Gaunt persönlich nach Aylsham kam, genossen die Einwohner eine Reihe von Privilegien, darunter die Befreiung vom Geschworenendienst außerhalb der Gemeinde und von der Zahlung bestimmter Steuern. Das heutige Ortsschild erinnert an John of Gaunt.
Im Jahr 1519 genehmigte Heinrich VIII. einen Samstagsmarkt und einen jeweils am 12. März abgehaltenen Jahrmarkt. Später kamen zweimal im Jahr Viehmärkte hinzu und jeweils im Oktober wurde eine Vermittlungsbörse für Handwerker und ausgebildete Arbeitskräfte abgehalten.

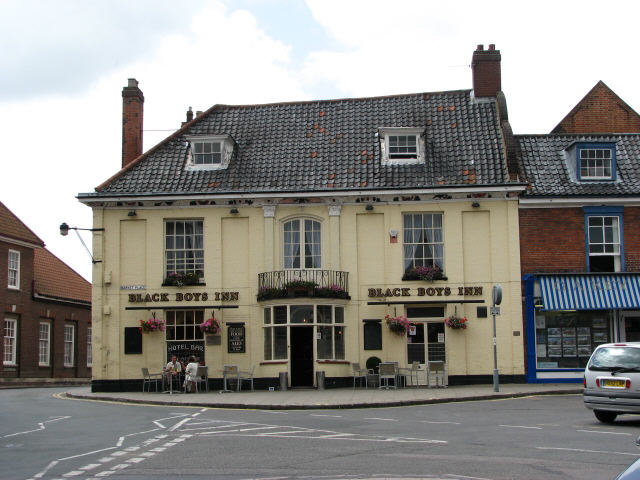
The Black Boys Inn

Das historische Gaststätte Black Boys Inn am Marktplatz ist eines der ältesten noch erhaltenen Gebäude von Aylsham. Es steht seit den 1650er Jahren an dieser Stelle, wobei die Fassade zwischen den Jahren 1710 und 1720 erneuert wurde. Auf dem Gesims ist ein Fries mit kleinen schwarzen Jungen zu sehen. Das Gasthaus war ein Halt der Postkutsche von Norwich nach Cromer und hatte Stallungen für 40 Pferde.

## Lage und Beschreibung
Aylsham liegt gut 20 Kilometer nördlich von Norwich an der Landstraße A140, die weiter nach Cromer führt. Seit den 1950er Jahren besteht kein Bahnschluss mehr. Es gibt eine halbstündliche Busverbindung nach Norwich, Sheringham und Holt. 
Die zuständige Verwaltungseinheit ist seit dem Jahr 1974 der Rat des Distrikts Broadland (Broadland District Council). Es besteht ein Gemeinderat (Aylsham Town Council) mit beschränkten Kompetenzen.
Aylsham ist die Endstation der Bure Valley Railway, einer historischen Eisenbahn mit einer Spurweite von 38,1 Zentimetern, die von Wroxham nach Aylsham (14,5 Kilometer) führt und Norfolks längste Eisenbahn mit einer geringeren als der Standardspurweite ist.
Der von Freiwilligen betriebene Kulturverein Aylsham Heritage Centre unterhält ein Archiv und richtet auf die Stadtgeschichte bezogene Veranstaltungen aus.

### Kirche St Michael

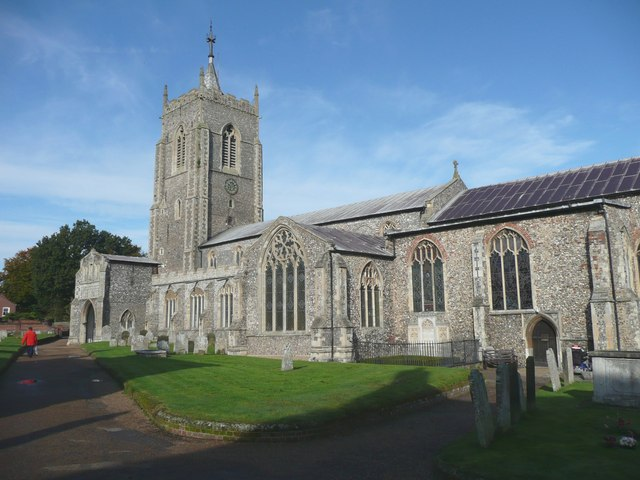
Kirche St Michael

Der Marktplatz und seine Umgebung werden vom Turm der Pfarrkirche St Michael and All Angels beherrscht, einem Beispiel für gotische Architektur im verzierten Stil. Die Spitze des 30 Meter hohen Turms ist weithin sichtbar.
Das Kirchenschiff, die Seitenschiffe und der Altarraum wurden im 13. Jahrhundert gebaut. Der Turm und die südliche Vorhalle wurden im 14. Jahrhundert hinzugefügt. Das nördliche Querschiff wurde unter der Schirmherrschaft von John of Gaunt, Herzog von Lancaster, um 1380 erbaut.
Der untere Teil des Lettners überstand die Zerstörung durch Oliver Cromwell und die Puritaner, obwohl einige der bemalten Tafeln entstellt wurden.

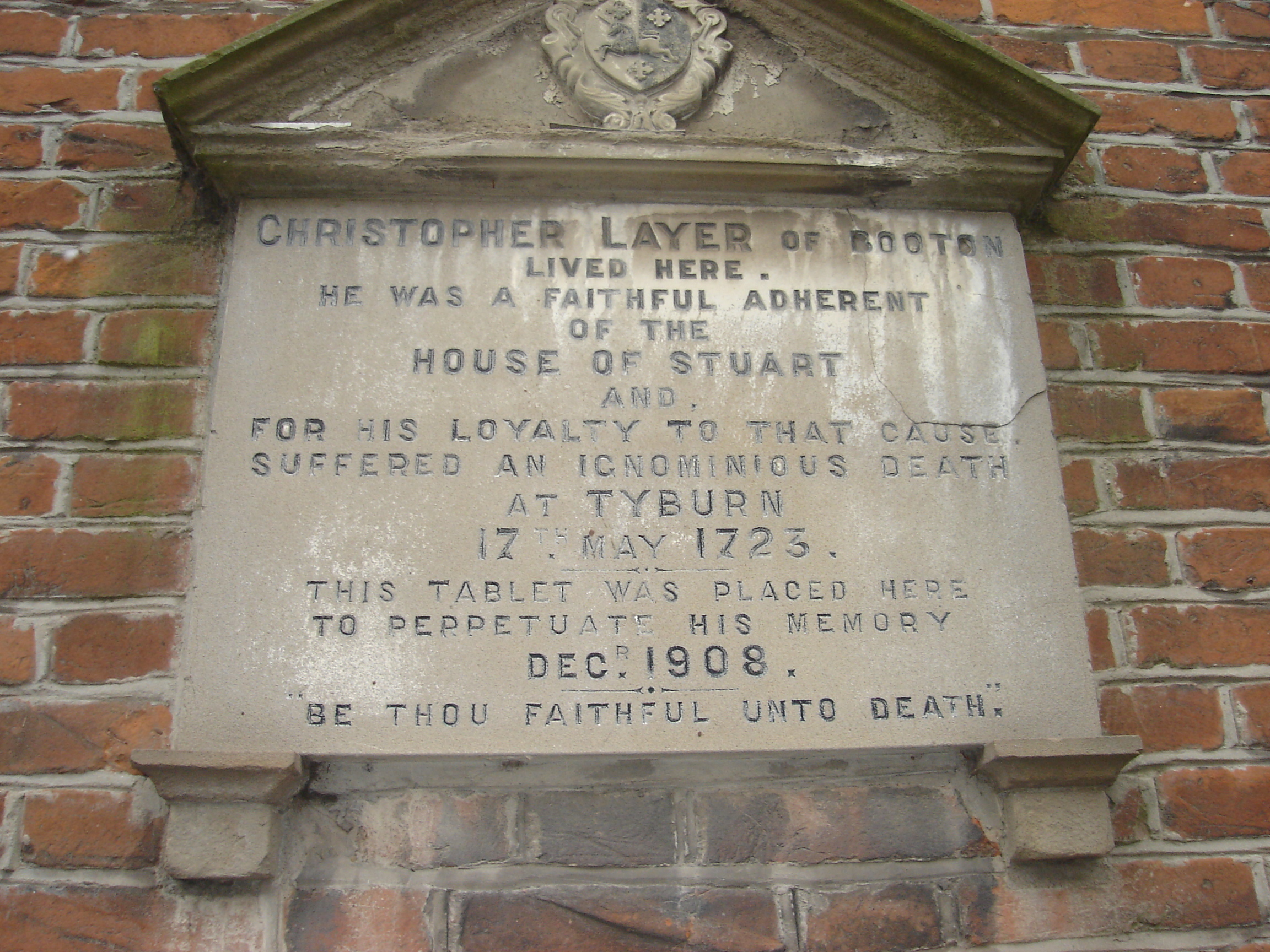
Christopher Layer Gedenktafel

## Bekannte Einwohner
Eine Gedenktafel am Marktplatz erinnert an Christopher Layer (* 1683; † 1723), einen militanten Jakobiten und Unterstützer von Prinz Charles Edward Stuart. Er arbeitete bei einem örtlichen Rechtsanwalt.
Im Black Boys Inn stieg im Jahr 1723 Daniel Defoe auf seiner Reise durch die östlichen Grafschaften ab.
Horatio Nelson, dessen Cousin in Aylsham lebte, besuchte das Gasthaus ebenfalls.
Der Landschaftsgärtner Humphry Repton (* 1752; † 1818) lebte in dem nahegelegenen Ort Sustead und ist auf dem Kirchhof von St. Michael’s begraben.